# Тоса (линейный корабль)
«Тоса» /IJF Tosa (яп. 土佐) — линкор японского императорского флота. Головной корабль одноименного типа. Корабль назван в честь исторической японской провинции — Тоса в регионе Сикоку на юге одноименного острова, соответствующей современной префектуре Коти. Предполагалось строительство двух 39 900-тонных корабля по программе усиления флота — «Восемь четыре» (восемь линкоров и четыре линейных крейсера). Линкоры по проекту вооружались десятью 410-мм орудиями. Однако после Вашингтонской Военно-морской Конференции и подписания соответствующего соглашения все работы над судном были прекращены. В соответствии с условиями соглашения требовалось разобрать корабль. Недостроенный корпус «Тоса» был подвергнут испытаниям, чтобы проверить эффективность японского вооружения. 9 февраля 1925 года линкор был уничтожен.

## Проектирование и строительство

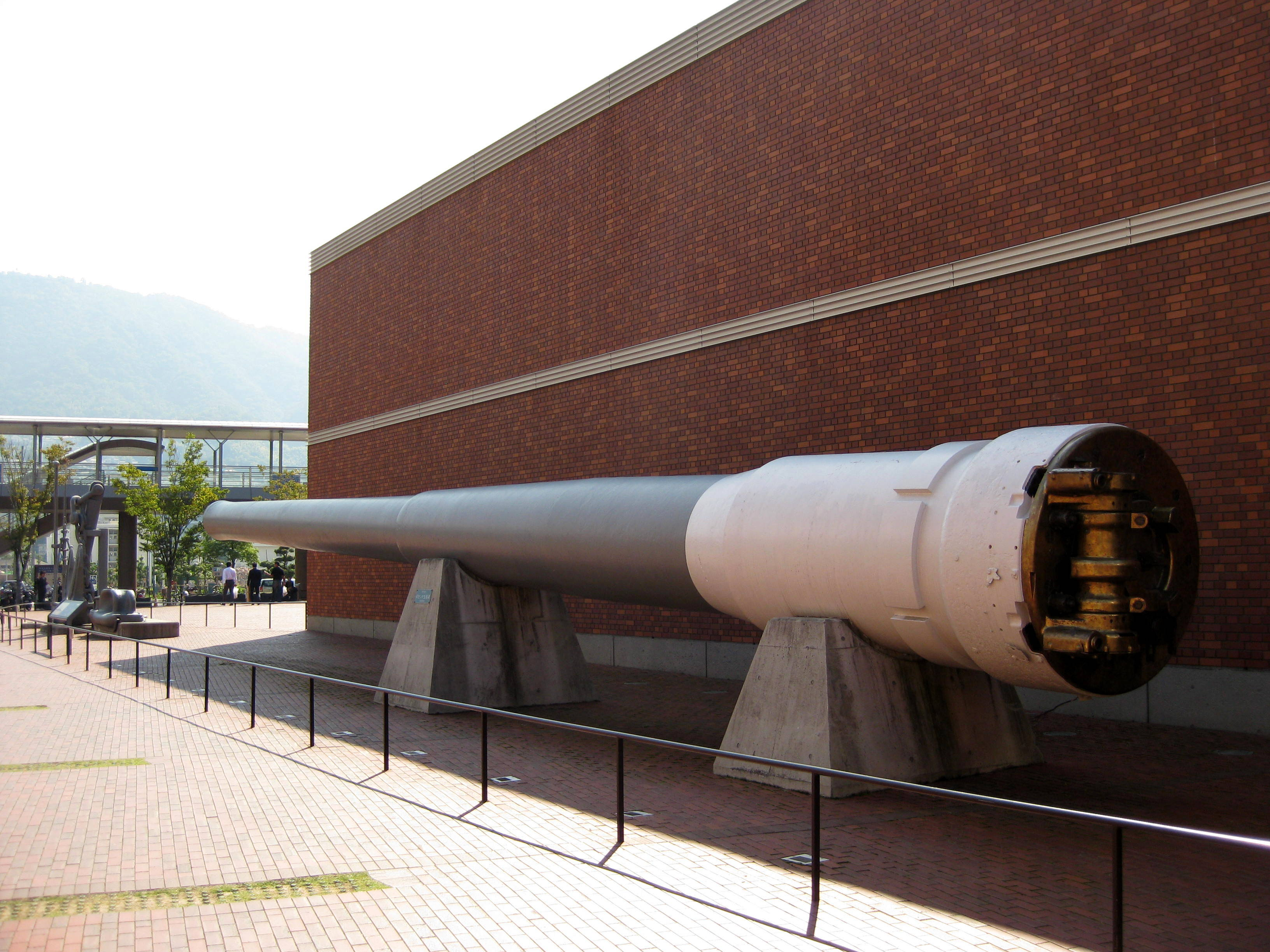
410 мм орудие, экспонирующееся в Музее Ямато в Куре, Япония

Линкоры типа «Тоса» были разработаны под руководством Юдзуру Хирага, в рамках японской программы строительства военного флота, получившей название «Восемь на четыре». По этой программе планировалось построить восемь линкоров и четыре линейных крейсера. Она пришла на смену программе «Восемь на восемь». Линкоры типа «Тоса» должны были стать вторым, после линейных кораблей типа «Нагато», типом высокоскоростных линкоров японского флота. Всего планировалось к постройке 2 линкора данного типа — «Тоса» и «Кага». Строительство линкоров было одобрено 14 июля 1917 года. В 1919 году японскими военно-морскими инженерами была закончена работа над техническим проектом. В нём учитывался британский опыт, полученный в Ютландском сражении. Корабли должны были иметь новые конструктивные особенности, основанные на опыте предыдущих проектов и включавшие наклонную броню и более высокую скорость, несмотря на увеличенный тоннаж.
«Тоса» — головной корабль одноименного типа — был заложен в Нагасаки 16 февраля 1920 года на верфи Мицубиси. Он строился на том же стапеле, где два десятилетия спустя будет построен линкор класса «Ямато» — «Мусаси». Спуск на воду линкора «Тоса» намечался в октябре 1921 года, но многократные забастовки задержали его до декабря. Линкор был спущен на воду 12 декабря 1921 года, на два месяца позже графика. Работа над «Тоса» была прекращена 5 февраля 1922 года, прежде чем Япония подписала Вашингтонское морское соглашение. 5 мая 1922 года, в соответствии с подписанным соглашением, строительство линкоров «Тоса» и «Кага» было отменено.

## История

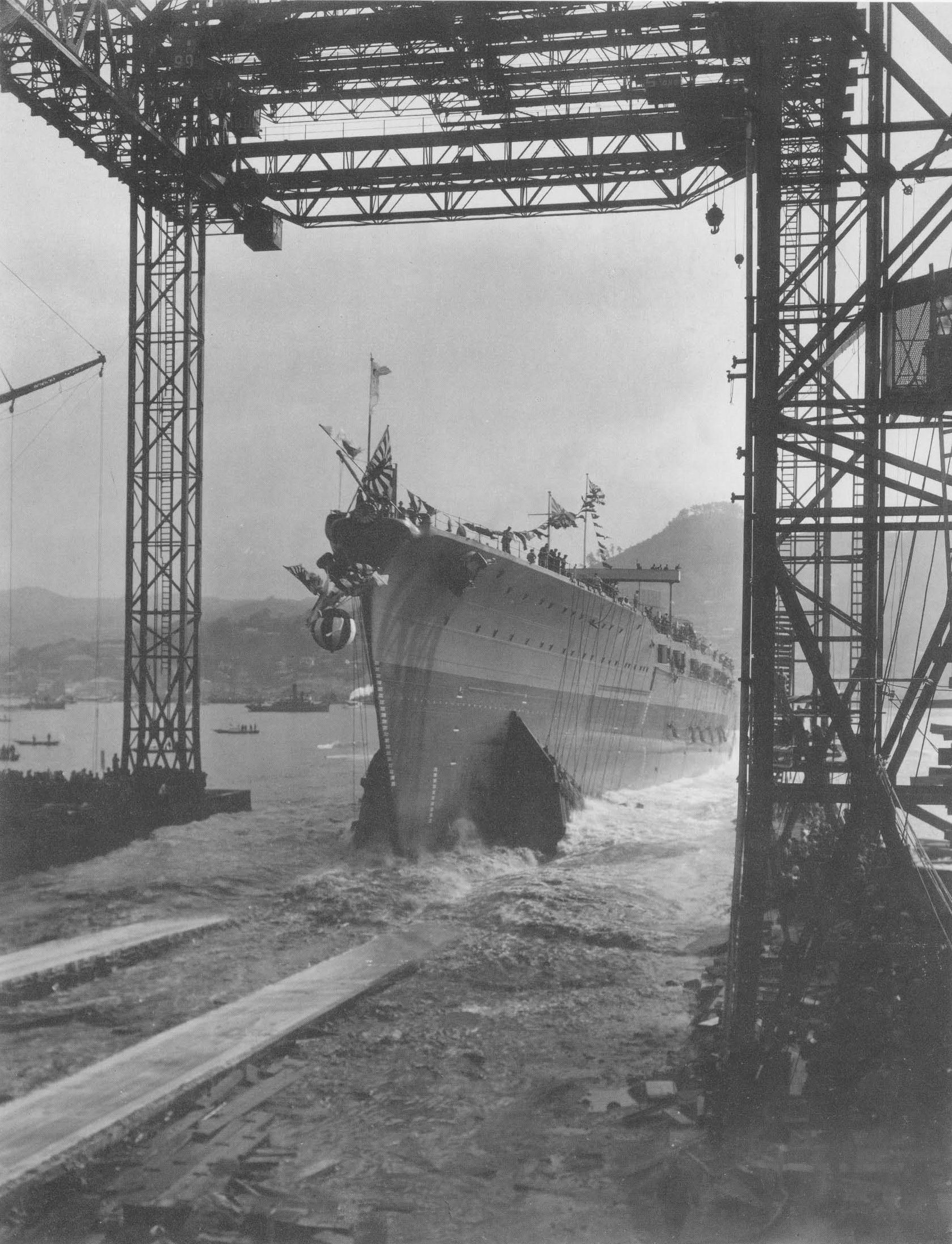
Tosás launch, 18 декабря 1921 спуск корабля на воду

В августе 1922 года недостроенный «Тоса» был перемещен в Куре. Пятьдесят тысяч человек наблюдали как линкор буксировался из гавани пятью буксирами. К тому времени на линкоре были смонтированы барбеты для 410-миллиметровых орудий, но башни и орудия не были установлены, а отверстия в главной палубе были покрыты металлическими листами. Корпус корабля — палуба и надстройки были закончены, так же были смонтированы — мостик, боевая рубка, мачта светового сигнала в кормовой части второго барбета. Боевая рубка была снабжена оборудованием моста управления, поскольку для этого не было другого подходящего места. Дымовая труба имела не большие размеры. «Тоса» оставался в Куре до середины 1924 года. 1 апреля 1924 года, корпус недостроенного линкора был подготовлен к испытаниям и передан военно-морскому флоту для использования в качестве корабля мишени.

## Корабль-мишень

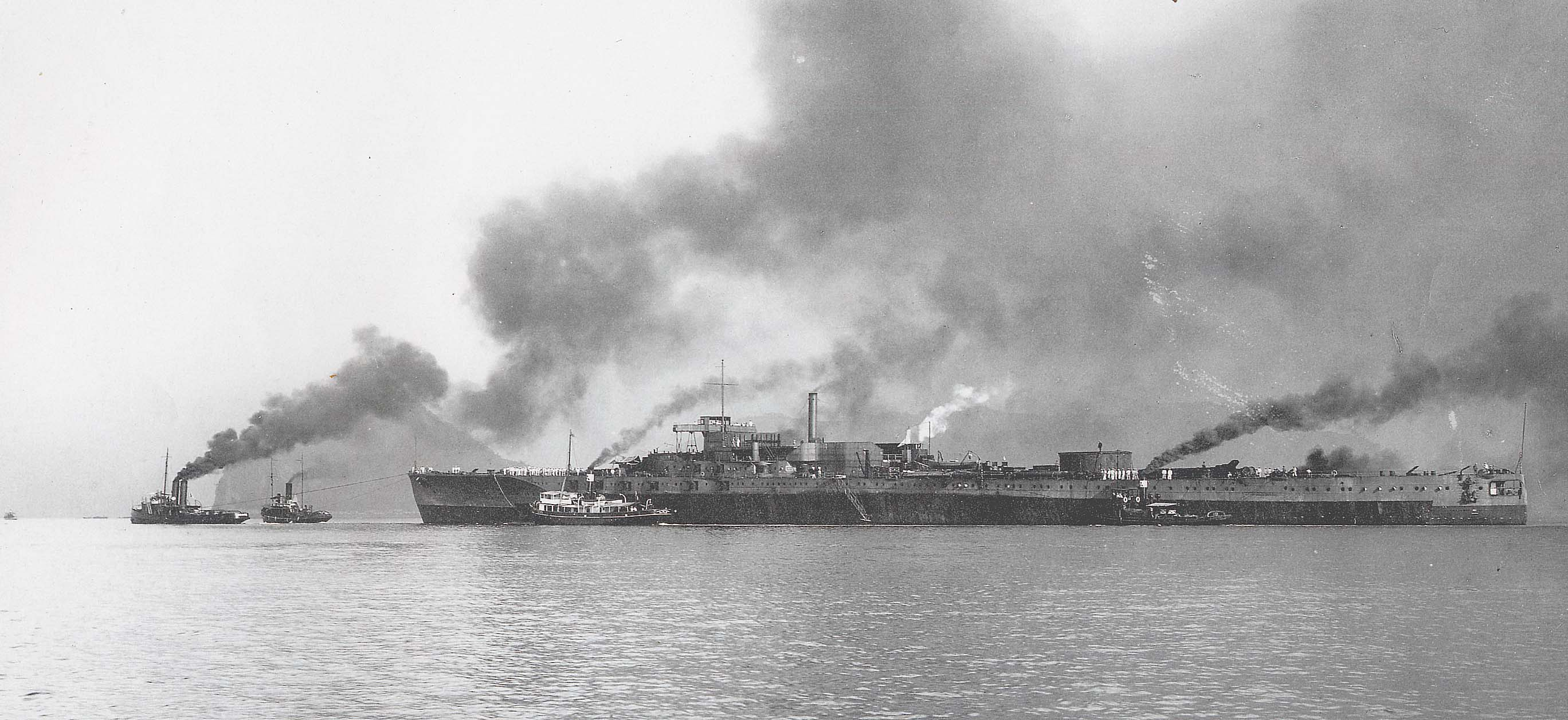
«Тоса», буксируемый из Нагасаки 1 августа 1922 г.

## Затопление
В течение следующих нескольких месяцев «Тоса» использовался в качестве мишени. 14 января 1925 года, Морское министерство Японии отдало приказ уничтожить линкор в течение одного месяца. Главнокомандующий военно-морским районом Куре, предписал к 1 февраля закончить приготовления и до 10 февраля затопить линкор. Для этого линкор Сэтцу (1911) должен был отбуксировать «Тосу» на расстояние 16 километров к западу от острова Окиношима к месту затопления.
В феврале Штаб Военно-морской Разведки США сообщил, что «работы над демонтажем оборудования на Тоса проходили на военной верфи Куре, и все ценное с корабля было снято. Поставлена задача заполнить корпус линкора песком и гравием, отбуксировать его к глубокой воде около входа в Куре, открыть кингстоны и затопить.»
3 февраля «Тоса» перевели из Куре в залив Саики. 6 февраля линкор на буксире вывели из залива Саики, намереваясь привести его к месту затопления, но помешал сильный шторм и корабли вернулись. Вторая попытка была предпринята 8 февраля в 10:00. В машинное отделение линкора были загружены взрывные заряды — два контейнера по 30 килограмм взрывчатки в каждом, в двойном дне разместили два 356 мм снаряда. Заряды должны были взорвать, используя электрические плавкие предохранители. Восьмого февраля при подрыве заряды не сработали. После этой неудачи девятого числа на борт «Тоса» была отправлена команда для затопления корабля. В 01:25 в машинном отделении «Тоса» открыли шесть кингстонов. Вскоре после этого «Тоса» стал крениться на правый борт и медленно погружаться кормой в воду. В 03:50 крен увеличился, и судно скрылось с поверхности воды в 07:00. «Тоса» был десятым и последним крупным японским боевым кораблем, ликвидированным по условиям Вашингтонского морского соглашения 1922 года

Выдержка из послевоенного отчета американской военно-морской технической миссии. Иллюстрируя эксперимента, изображает местоположение попаданий снарядов при тестировании корпуса линкора «Тоса».

## Интересные факты
Остров Хасима, также известный как Гункандзима (яп. 軍艦島) — «Остров линкор», получил своё прозвище от очевидного сходства с «Тоса».

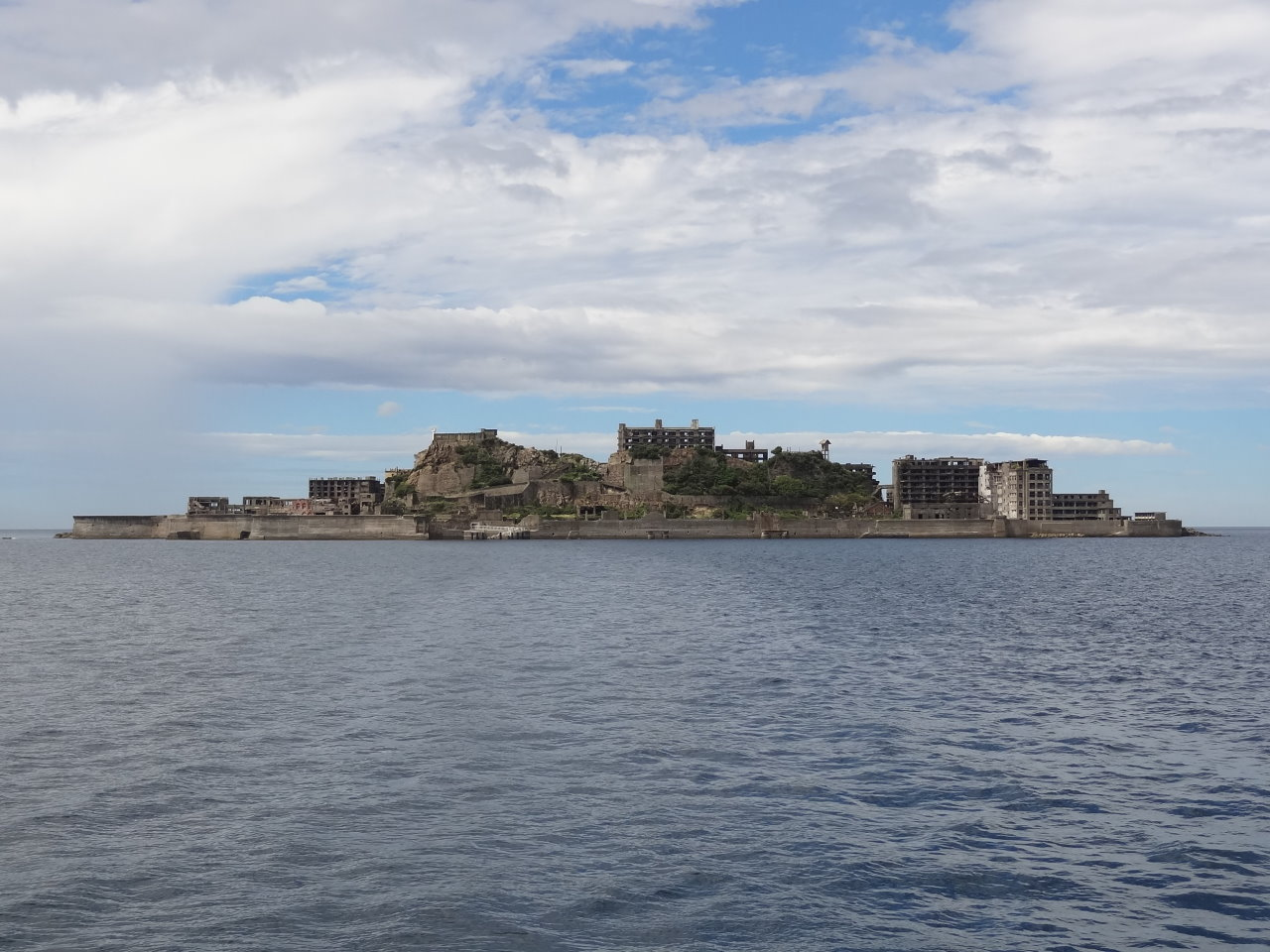
Остров «Хасима» (Остров линкор) в 2011 году